# HexaDrive
A HexaDrive Inc. (株式会社ヘキサドライブ, Kabushiki-Gaisha Hekisadoraibu) é uma desenvolvedora independente de jogos eletrônicos japonesa sediada em Osaka, Japão. Ela foi fundada em 2007 por Masakazu Matsushita, ex-programador na Capcom, tendo desde então trabalhado principalmente junto com outras desenvolvedores na produção de títulos e remasterizações para outros consoles.

## Jogos
| Ano  | Título                                        | Platforma(s)                               |
| ---- | --------------------------------------------- | ------------------------------------------ |
| 2008 | Rez HD                                        | Xbox 360                                   |
| 2010 | The 3rd Birthday                              | PlayStation Portable                       |
| 2012 | Metal Gear Solid: Snake Eater 3D              | Nintendo DS                                |
| 2012 | Demons' Score                                 | Android, iOS                               |
| 2012 | Ōkami HD                                      | PlayStation 3                              |
| 2012 | E.X. Troopers                                 | PlayStation 3                              |
| 2012 | Metal Gear Solid: Social Ops                  | Android, iOS                               |
| 2013 | Zone of the Enders: The 2nd Runner HD Edition | PlayStation 3                              |
| 2013 | The Wonderful 101                             | Wii U                                      |
| 2013 | The Legend of Zelda: The Wind Waker HD        | Wii U                                      |
| 2014 | Monster Hunter Freedom Unite                  | iOS                                        |
| 2014 | King Rabish's Ambition                        | Android, iOS                               |
| 2011 | Final Fantasy Type-0                          | PlayStation Portable, PlayStation Vita     |
| 2015 | Final Fantasy Type-0 HD                       | PlayStation 4, Xbox One, Microsoft Windows |
| 2015 | Rampage Land Rankers                          | Android, iOS                               |
| 2016 | Final Fantasy XV                              | PlayStation 4, Xbox One                    |
| 2017 | Super Bomberman R                             | Nintendo Switch                            |
| 2017 | Mario Sports Superstars                       | Nintendo 3DS                               |
| 2017 | Resident Evil 7: Biohazard – Not a Hero       | PlayStation 4, Xbox One, Microsoft Windows |
| 2017 | Ōkami HD                                      | PlayStation 4, Xbox One, Microsoft Windows |
| 2019 | Monkey King: Hero Is Back                     | PlayStation 4                              |